# Vlajka Altajské republiky

Vlajka Altajské republiky
Poměr stran 2:3

Vlajka Altajské republiky, jedné z autonomních republik Ruské federace, je tvořena listem o poměru stran 2:3 se čtyřmi vodorovnými pruhy, střídavě bílé a modré barvy o poměru šířek 67:4:4:25.
Bílá barva symbolizuje věčnost, lásku, tendenci k obnovování a souhlas obyvatelstva oblasti, modrá barva řeky, jezera, hory, nebesa a čistotu.

## Historie
Vlajka byla schválena 2. července 1992 s poměrem stran 1:2. Dne 29. července 1994 byl poměr stran změněn na 2:3. V období 24. dubna 2003 až 11. března 2016 byl poměr stran opět 1:2. Tvůrcem vlajky je altajský umělec Vladimír Petrovič Čukujev.

## Vlajka atajského prezidenta

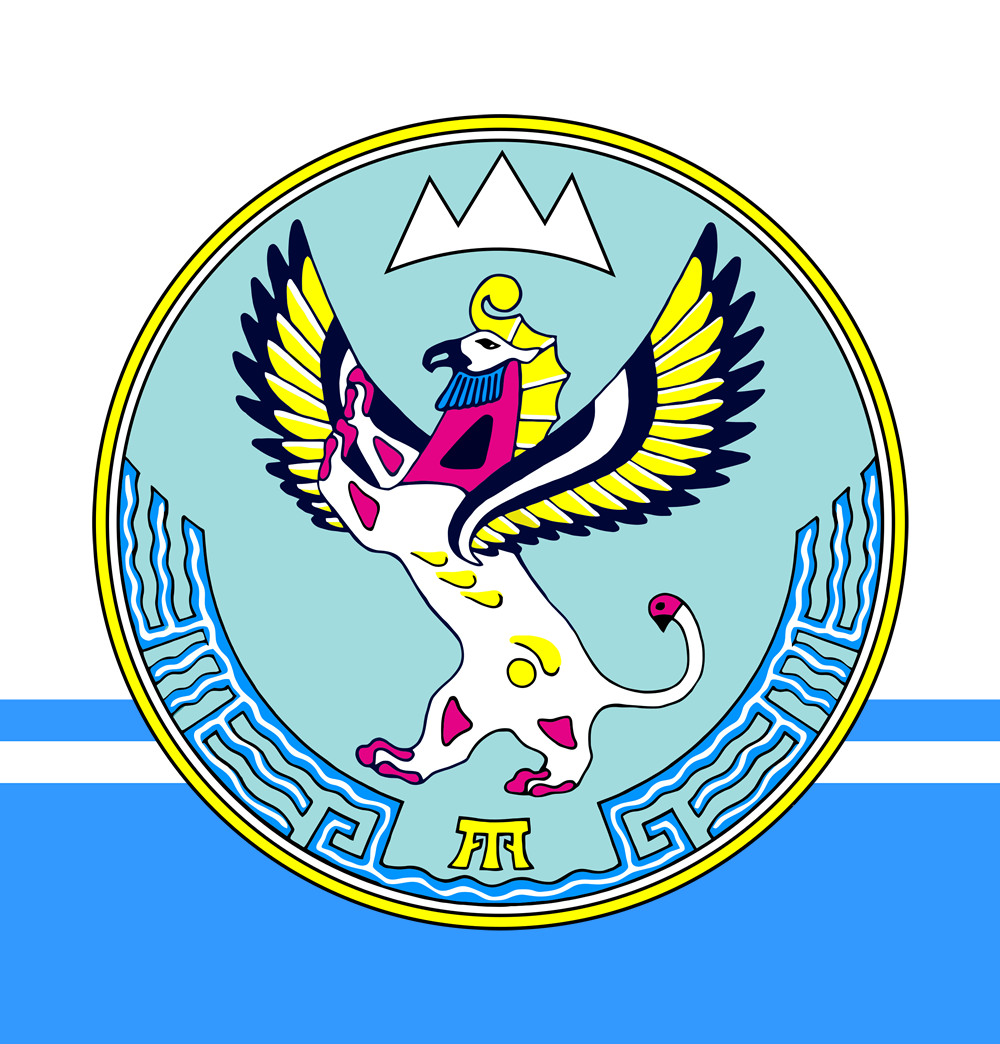
Vlajka atajského prezidenta Poměr stran: 1:1

## Vlajky okruhů a rajónů Altajské republiky

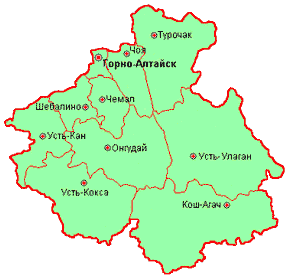
Administrativní člení Altajské republiky

Altajská republika se člení na 1 městský okruh a 10 rajónů (ajmagů).
Městský okruh

Gorno-Altajsk Poměr stran 2:3

Rajóny

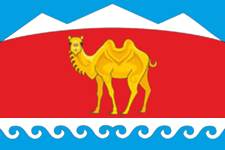
Koš-Agačský rajón Poměr stran 2:3
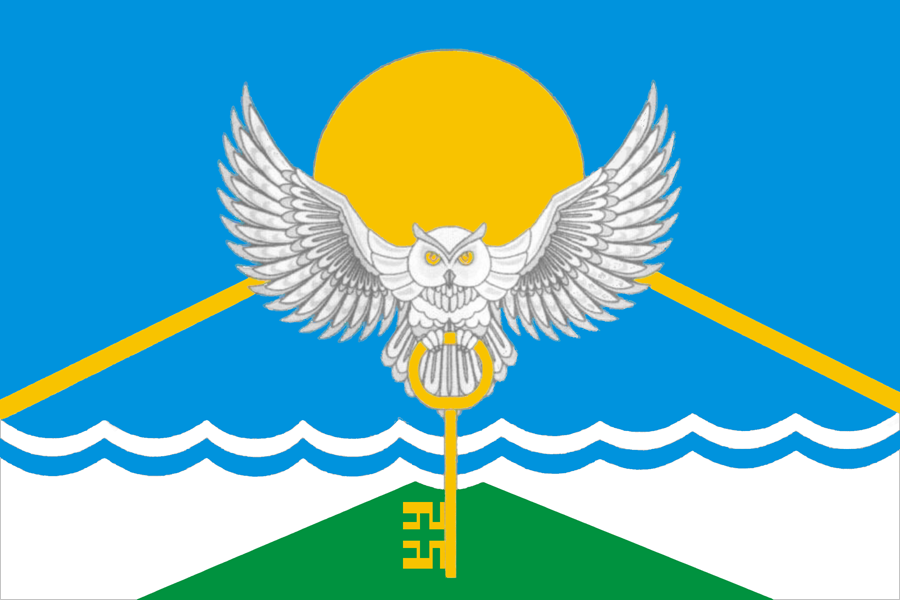
Majminský rajón Poměr stran 2:3
Ongudajský rajón Poměr stran 2:3
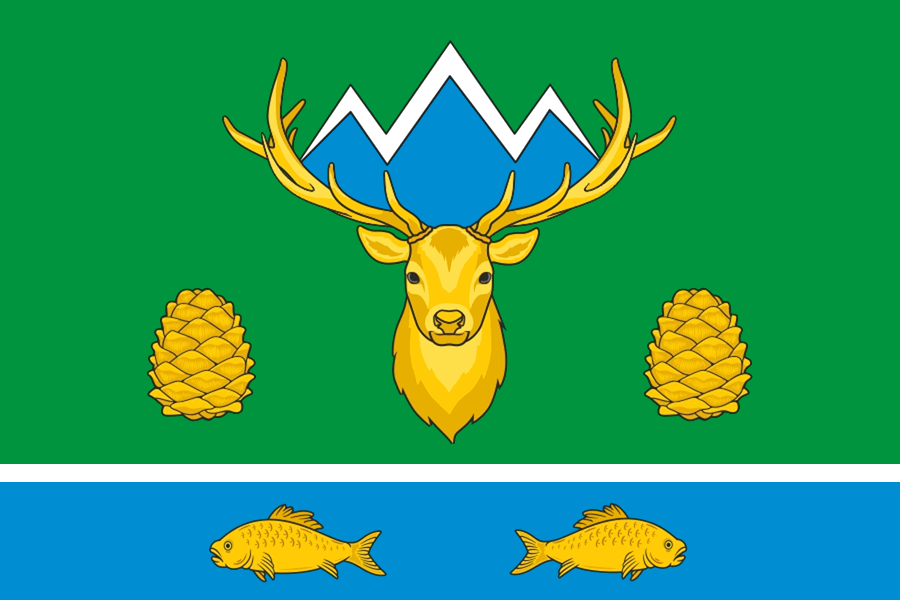
Turočakský rajón Poměr stran 2:3
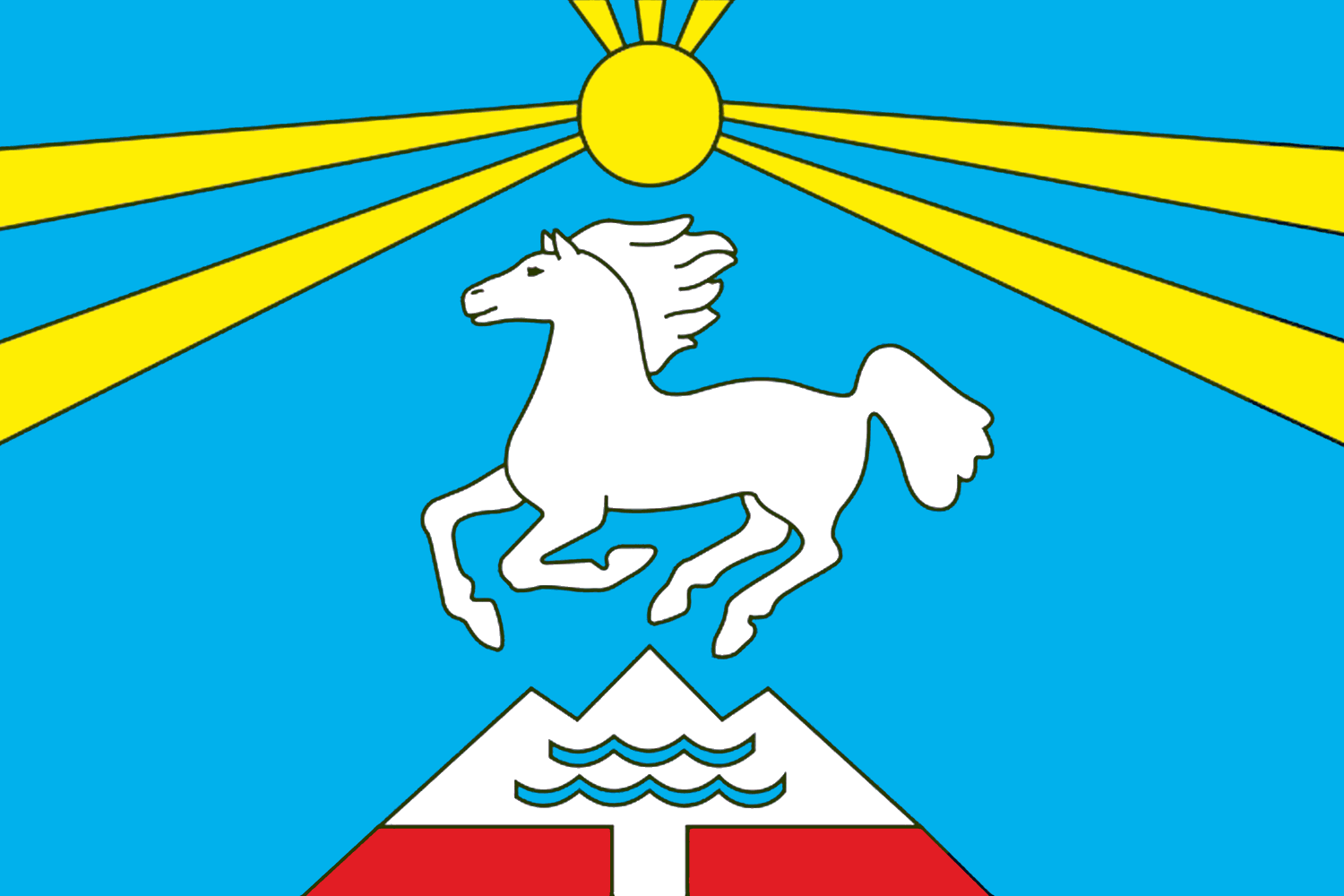
Ulaganský rajón Poměr stran 2:3
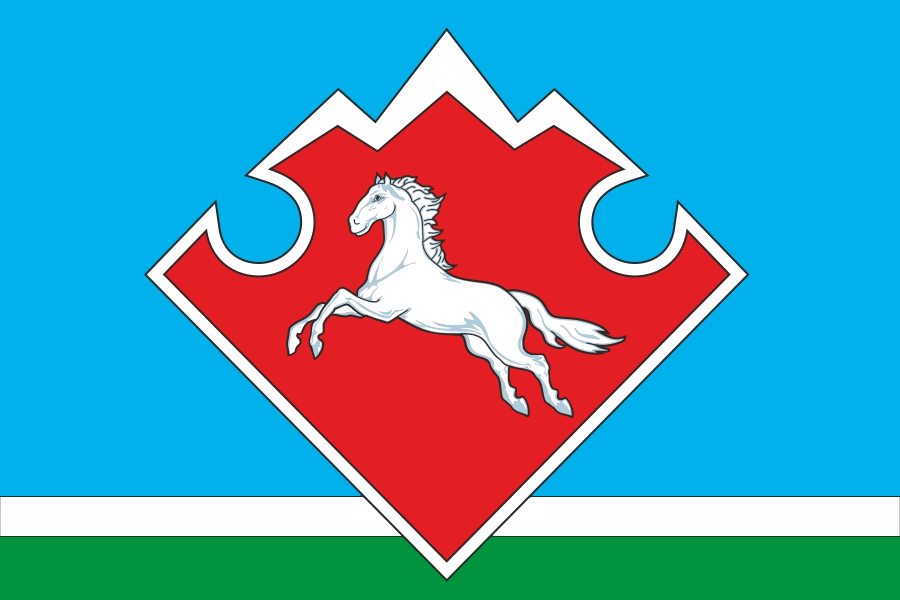
Usť-Kanský rajón Poměr stran 2:3
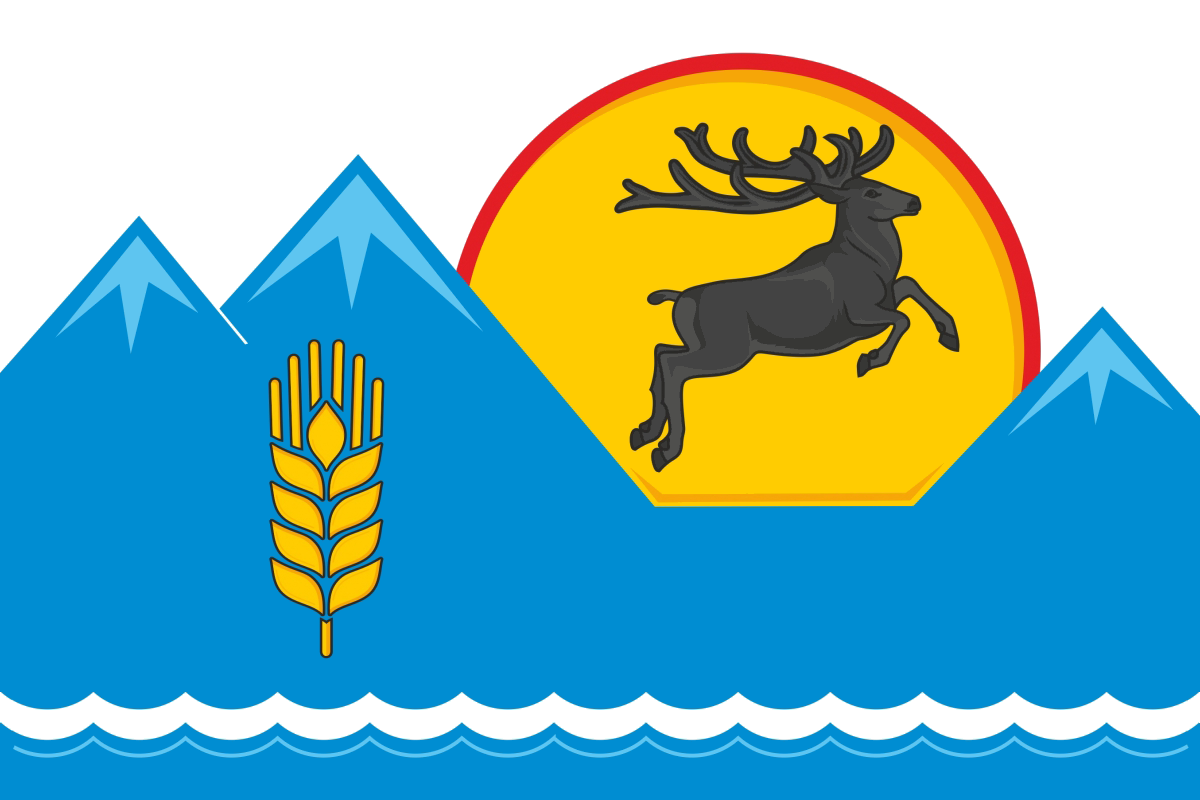
Usť-Koksinský rajón Poměr stran 2:3
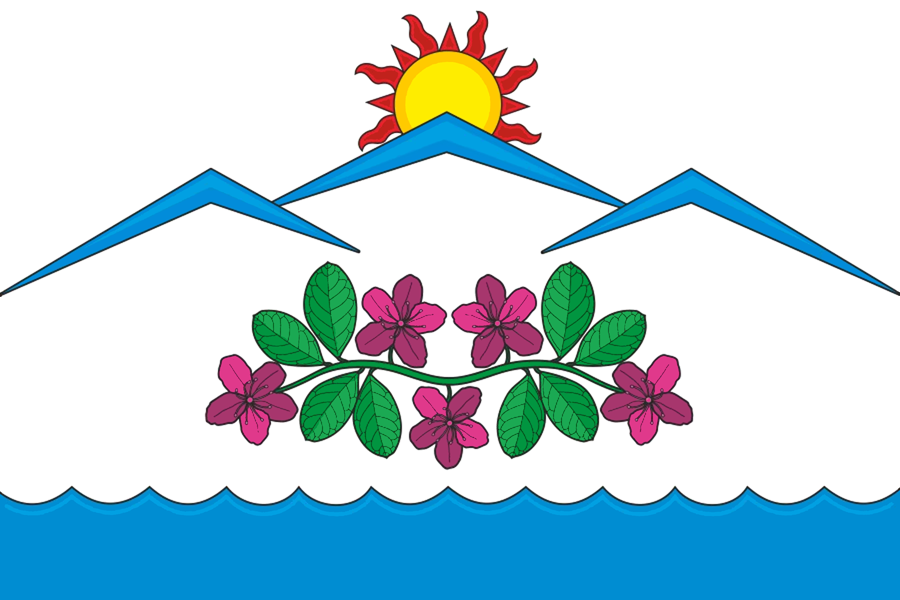
Čemalský rajón Poměr stran 2:3
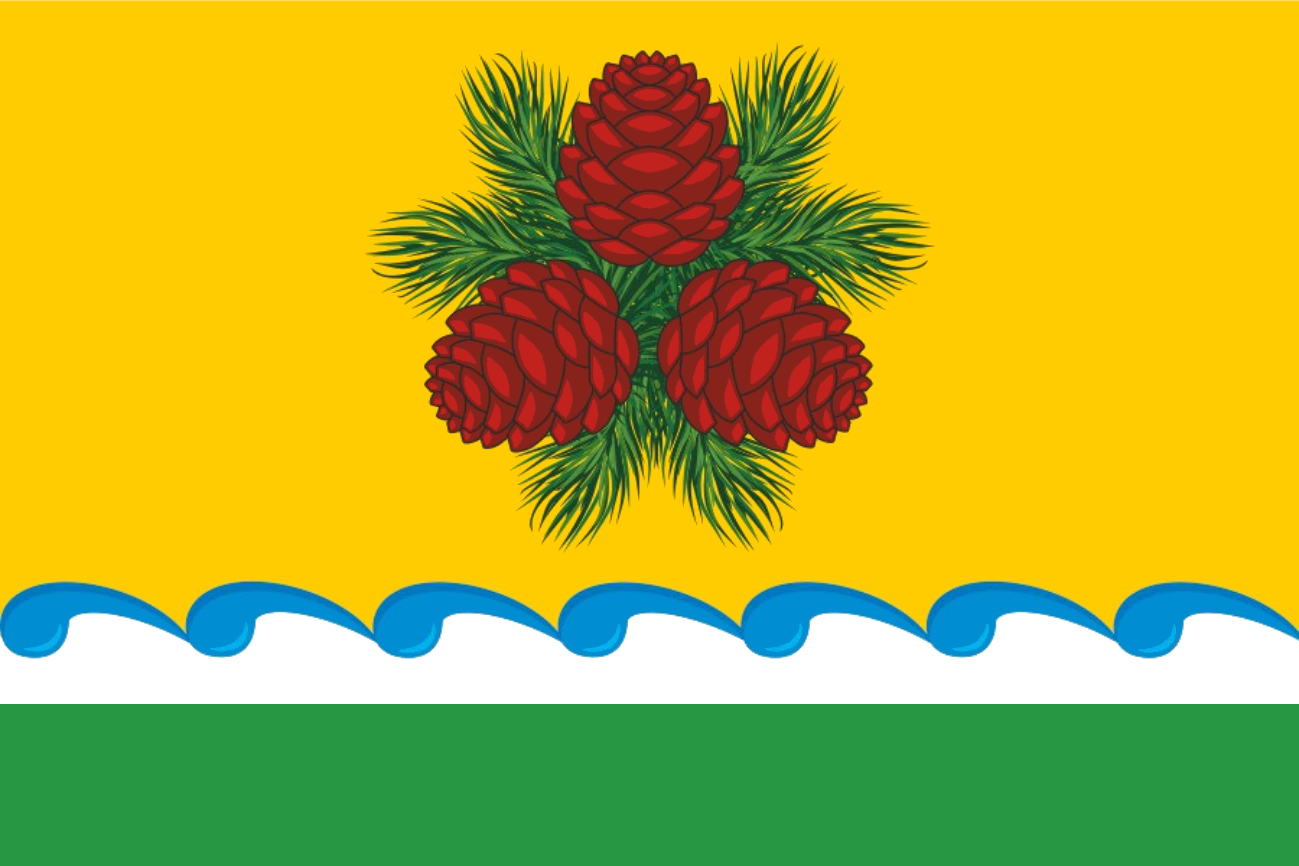
Čojský rajón Poměr stran 2:3
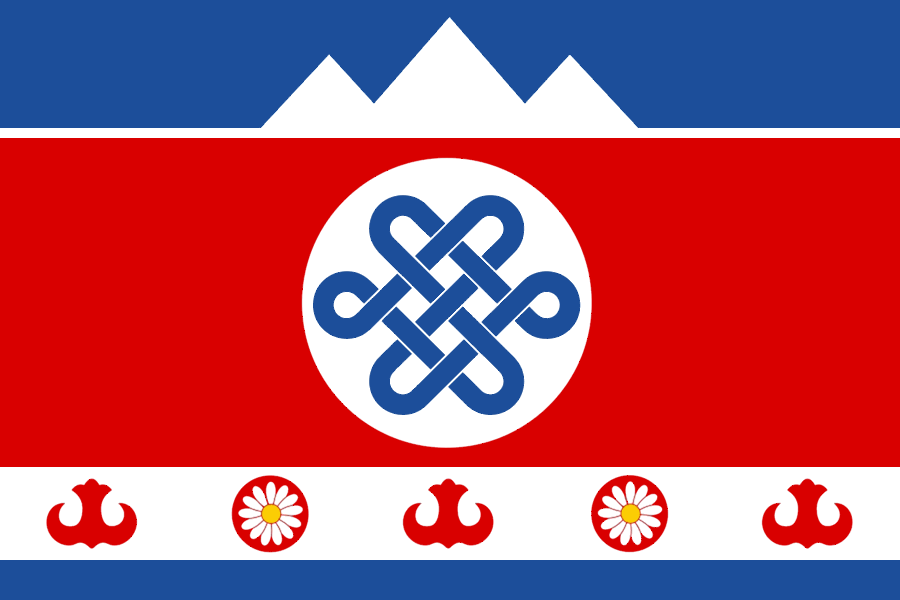
Šebalinský rajón Poměr stran 2:3